# Manaure (kommun i Cesar)
Manaure är en kommun i Colombia.   Den ligger i departementet Cesar, i den norra delen av landet, 700 km norr om huvudstaden Bogotá. Antalet invånare är 11 317.